# 蒙特苏马 (艾奥瓦州)
蒙特苏马（Montezuma）是美国艾奥瓦州保厄希克县的城市，是保厄希克县的县城。 2010年人口普查时的人口为1,462人。

## 教育
蒙特苏马是位于K-12学区的蒙特苏马社区学区的所在地。 吉祥物是勇士和骑士，学校的颜色是蓝色和白色。